# Vlag van Susteren

De vlag van Susteren
(1984-2003)

De vlag van Susteren
(1965-1982)

De vlag van Susteren is op 27 augustus 1984 door de gemeenteraad vastgesteld als de gemeentelijke vlag van de Limburgse gemeente Susteren. Aanleiding van de instelling van een nieuwe vlag was de fusie met Nieuwstadt in 1982. De beschrijving van de vlag luidt als volgt:
Drie banen van gelijke hoogte van blauw, wit en blauw; aan de broekzijde over de drie banen heen een gele leeuw, getongd en genageld van rood, en aan de vluchtzijde in de witte baan twee aanstotende blauwe ruiten.
De vlag was ontworpen door R. Vroomen. Het blauw met de gele leeuw was afkomstig van het wapen van Gelre. De leeuw kwam in het oudst bekende zegel van Susteren en in het gemeentewapen van Nieuwstadt voor. Het wit kwam van de zilveren schildvoet van het wapen, waarin de Nieuwstadtse elzentak stond. De twee blauwe ruiten symboliseerden de in het blauw geklede schildhoudende edelvrouwen in het gemeentewapen. De keuze voor ruiten ligt voor de hand: wapens van vrouwelijke adel worden vaak in ruitvorm weergegeven.
Op 1 januari 2003 ging Susteren samen met Echt op in de nieuwe gemeente Echt-Susteren. De vlag kwam daardoor als gemeentevlag te vervallen.

## Eerdere vlag
Op 6 april 1965 had de gemeenteraad van de toenmalige gemeente Susteren een vlag aangenomen, gebaseerd op het gemeentewapen van 1820. Deze vlag kan als volgt worden beschreven:
Rood met een gele zoom, met aan de broekzijde twee zwarte aanstotende ruiten.
Ook in deze vlag worden de zusters, die in het wapen als kloosterzusters zijn getekend, door ruiten gesymboliseerd.

## Verwante symbolen

Het wapen van Susteren (1984)
Het wapen van Susteren (1820)
De vlag van Echt-Susteren

Ambt Montfort 
· Amby 
· Arcen en Velden 
· Baexem 
· Beegden 
· Belfeld 
· Bemelen 
· Berg en Terblijt 
· Bocholtz 
· Born 
· Broekhuizen 
· Cadier en Keer 
· Echt 
· Eijsden 
· Elsloo 
· Eygelshoven 
· Geleen 
· Grathem 
· Grubbenvorst 
· Haelen 
· Heel 
· Heel en Panheel 
· Heer 
· Helden 
· Herten
· Heythuysen 
· Hoensbroek 
· Horn 
· Horst 
· Hulsberg 
· Hunsel 
· Kessel 
· Klimmen 
· Limbricht 
· Linne 
· Maasbracht 
· Maasbree 
· Margraten 
· Meerlo-Wanssum 
· Meijel 
· Melick en Herkenbosch 
· Montfort 
· Munstergeleen 
· Neer 
· Nieuwenhagen 
· Nieuwstadt 
· Nuth 
· Ohé en Laak 
· Onderbanken 
· Ottersum 
· Posterholt 
· Roggel 
· Roggel en Neer 
· Schaesberg 
· Schinnen 
· Sevenum 
· Sint Odiliënberg 
· Sittard 
· Stevensweert 
· Stramproy 
· Susteren 
· Swalmen 
· Tegelen 
· Thorn 
· Ubach over Worms 
· Ulestraten 
· Urmond 
· Valkenburg-Houthem 
· Vlodrop 
· Wessem 
· Wittem